# 鷲神社 (加須市弥兵衛)
鷲神社（わしじんじゃ）は、埼玉県加須市の神社。

## 歴史
創建年代は不明である。ただ当地の地名である「弥兵衛」は、天正年間（1573年 - 1592年）に外記新田を開発した平井外記の子の平井弥兵衛が開発した地であることから、天正年間の少し後に創建されたものと推測される。また口伝によると、平井弥兵衛の開発以前に住んでいた者が創建したという。
明治初年に制定された近代社格制度では「無格社」であった。その後、1912年（明治45年）に「八幡社」を合祀し、1913年（大正2年）に現在地にあった「八坂大神社」を合祀して「村社」に列せられた。

## 交通アクセス
- 加須ICより車13分。